# Cry of the Afflicted
Cry of the Afflicted — канадская пост-хардкор группа.

## История
Cry of the Afflicted сформировалась в декабре 2003 года. В январе 2004 года коллектив записал свой первый сингл — Tale of a Soul — и скоро стал набирать популярность в своем городе (Келона). Затем последовал первый EP группы — From The Shadows. Релиз состоялся 24 сентября 2004, после чего группа отправилась в тур по Канаде, продлившийся около месяца.
Чуть ранее они участвовали в совместных турах с такими группами как Misery Signals, Means, Bury Your Dead и Stutterfly.

## Состав группы
- Garrett Packer — вокал
- James Johnson — гитара/вокал
- Nik Wagner — бас-гитара/вокал
- Troy Doell — барабаны

## Бывшие участники
- Steve Lockhart — гитара
- Tyler Schwindt — гитара

## Дискография

### Альбомы
- 2006: Consume This Wasteland
- 2007: The Unveiling (Solid State)